# ليسلي لامبورت
ليسلي لامبورت (بالإنجليزية: Leslie Lamport)، من مواليد 17 فبراير 1941، في مدينة نيويورك، عالم حاسوب أمريكي، له إنجازات في نظم التشغيل، وفي تزامن الوقت بين الحواسيب تحديداً، كما أنه أثبت فرص حل مسألة الجنرال البيزنطي.

## جوائزه
- ميدالية جون فون نيومان 2004.
- جائزة دايكجسترا
- جائزة تورنغ 2013